# Alfred Emmott
Alfred Emmott, 1. baron Emmott GCMG, GBE (ur. 8 maja 1858, zm. 13 grudnia 1926 w Londynie) – brytyjski polityk, członek Partii Liberalnej, minister w pierwszym rządzie Herberta Henry’ego Asquitha.
Był synem Thomasa Emmotta z Oldham. Wykształcenie odebrał w Grove House w Tottenham oraz na Uniwersytecie Londyńskim. W 1881 r. został członkiem rady miejskiej Oldham, a w 1891 r. został burmistrzem tego miasta. Był nim do 1892 r. W latach 1899–1911 reprezentował Oldham w Izbie Gmin.
W latach 1906–1911 był jednym z zastępców speakera Izby Gmin (Chairman of Ways and Means). W 1908 r. został członkiem Tajnej Rady. W 1911 r. otrzymał tytuł 1. barona Emmott i zasiadł w Izbie Lordów. W latach 1911–1914 był podsekretarzem stanu w Ministerstwie Kolonii. W 1914 r. otrzymał Krzyż Wielki Orderu św. Michała i św. Jerzego. W latach 1914–1915 był członkiem gabinetu jako pierwszy komisarz ds. prac publicznych. W latach 1915–1919 był dyrektorem Departamentu Handlu Wojennego. W 1917 r. otrzymał Krzyż Wielki Orderu Imperium Brytyjskiego.
Lord Emmott był ponadto przewodniczącym Królewskiej Komisji ds. Systemu Dziesiętnego w latach 1918–1920 oraz prezesem Królewskiego Towarzystwa Statystycznego w latach 1922–1924.
Zmarł w 1926 r. z powodu choroby niedokrwiennej serca. Wraz z jego śmiercią wygasł tytuł parowski.